# Ingatorp
Ingatorp är en tätort i Eksjö kommun i Jönköpings län, kyrkby i Ingatorps socken.
Ingatorp ligger ca 28 km öster om Eksjö och genomkorsas av järnvägen Nässjö-Oskarshamn och riksväg 40. Bruzaån rinner genom orten.

## Befolkningsutveckling
| Befolkningsutvecklingen i Ingatorp 1960–2020 | Befolkningsutvecklingen i Ingatorp 1960–2020 | Befolkningsutvecklingen i Ingatorp 1960–2020 | Befolkningsutvecklingen i Ingatorp 1960–2020 | Befolkningsutvecklingen i Ingatorp 1960–2020 |
| -------------------------------------------- | -------------------------------------------- | -------------------------------------------- | -------------------------------------------- | -------------------------------------------- |
|                                              |                                              |                                              |                                              |                                              |
| År                                           |                                              |                                              | Folkmängd                                    | Areal (ha)                                   |
| 1960                                         | 1960                                         |                                              | 595                                          |                                              |
| 1965                                         | 1965                                         |                                              | 652                                          |                                              |
| 1970                                         | 1970                                         |                                              | 678                                          |                                              |
| 1975                                         | 1975                                         |                                              | 671                                          |                                              |
| 1980                                         | 1980                                         |                                              | 646                                          |                                              |
| 1990                                         | 1990                                         |                                              | 586                                          | 97                                           |
| 1995                                         | 1995                                         |                                              | 547                                          | 97                                           |
| 2000                                         | 2000                                         |                                              | 516                                          | 97                                           |
| 2005                                         | 2005                                         |                                              | 501                                          | 97                                           |
| 2010                                         | 2010                                         |                                              | 453                                          | 97                                           |
| 2015                                         | 2015                                         |                                              | 466                                          | 110                                          |
| 2020                                         | 2020                                         |                                              | 467                                          | 110                                          |
|                                              |                                              |                                              |                                              |                                              |

## Samhället

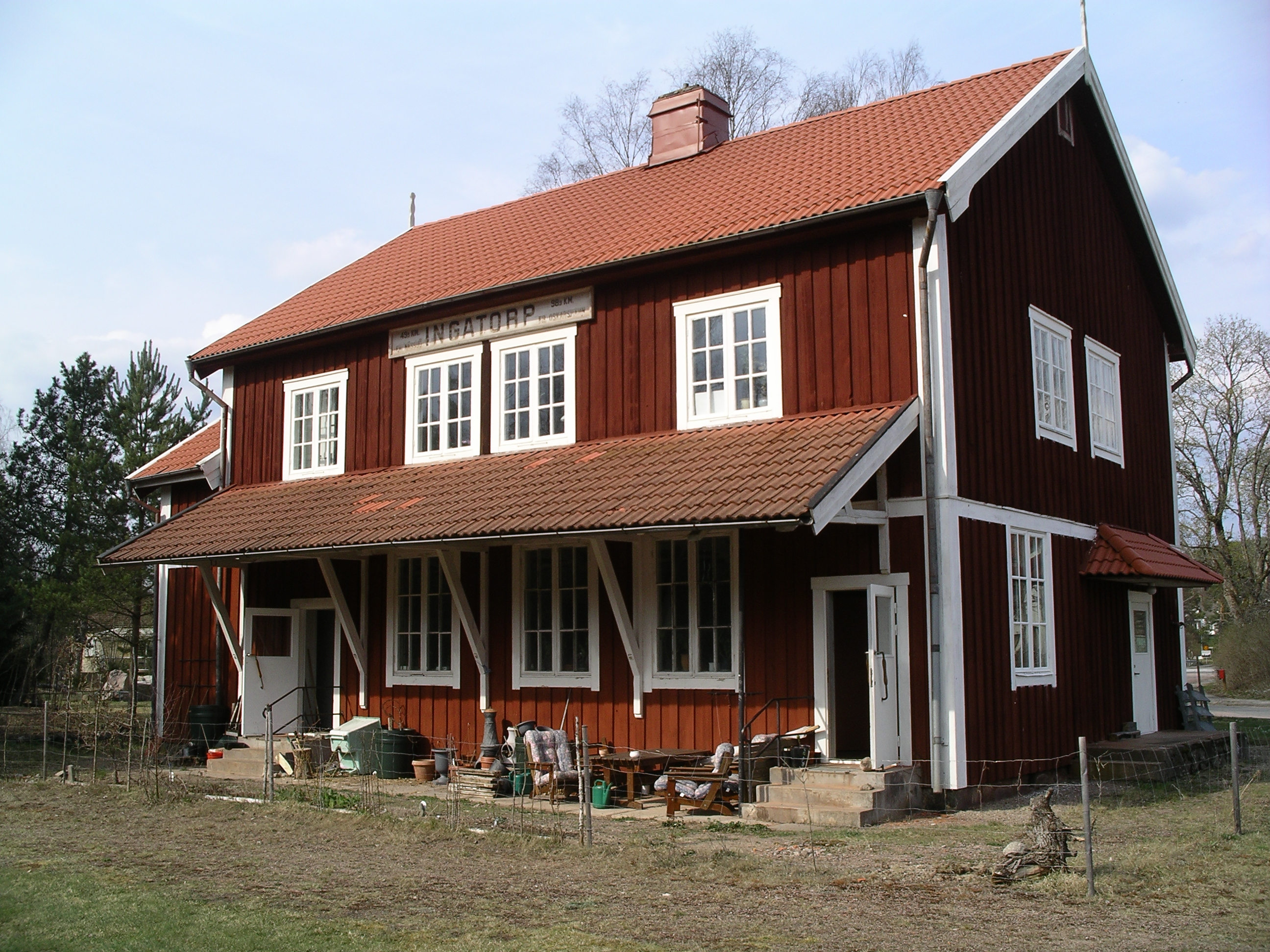
Den tidigare stationsbyggnaden

I Ingatorp finns Ingatorps kyrka  med Tiondeboden på kyrkogården från cirka 1229. Tiondeboden är därmed Sveriges näst äldsta träbyggnad och den äldsta profana träbyggnaden i landet.
I Ingatorp finns ett lantbruksmuseum där man visar de maskiner som den småländska bonden använde innan traktorn kom. I museet finns även en unik samling tändkulemotorer och stenbryningsmaskiner.
Varje år arrangeras två marknader på torget i Ingatorp. Albert Engström har beskrivet marknaden i sin berättelse "Ett marknadsminne".
I Ingatorp finns en restaurang, sportbar, pub, café, guesthouse och ett äldreboende. Där finns även slalombacken Valbacken med fyra nedfarter.
På Valbackens topp ligger ett sommaröppet café med utsikt över samhället, kallat Toppstugan.

## I media
Ingatorp omnämns i Astrid Lindgrens böcker om Emil i Lönneberga. Det är de där från Ingatorp som skulle fått julmaten som Emil bjöd fattighuset på. Men det gör ju ingenting "för i Ingatorp ä di tjocka så det räcker".

## Föreningar i Ingatorp
- Ingatorps Fotoklubb
- Ingatorps IF
- Ingatorps Samhällsförening
- Ingatorps Skytteförening
- Ingatorps Bygdegårdsförening
- Ingatorps Sockens Hembygdsförening
- Valbacken Alpina Förening
- Ingatorps Unga Jägare, arrangerar Juniorstigen

## Kända personer från Ingatorp
- Lars Tingsten, Statsråd